# خوسيه برناردو اسكوبار
خوسيه برناردو اسكوبار (بالإسبانية: José Bernardo Escobar)‏ (20 أكتوبر 1797 - 20 مارس 1849). كان الرئيس المؤقت غواتيمالا من 28 نوفمبر 1848 إلى 1 يناير 1849. تولى اسكوبار المكتب فقط لتلبية المعارضة الفورية من كل من حزب معتدل والأرستقراطيين ورجال الدين. تولى اسكوبار الواجبات عندما كان خوان انطونيو مارتينيز قادر على الحفاظ على السلام واستقال من منصبه.